# Axtaçı Şirvan
Axtaçı Şirvan è un comune dell'Azerbaigian situato nel distretto di Hacıqabul. Conta una popolazione di 510 abitanti.